# Jake Oettinger
Jake Oettinger (Lakeville, Minnesota, 18 de diciembre de 1998) apodado Otter, es un jugador profesional estadounidense de hockey sobre hielo que se desempeña en la posición de guardameta en Dallas Stars, equipo de la National Hockey League (NHL).

## Carrera
Fue seleccionado en la primera ronda en la NHL Entry Draft de 2017. En 2019 hizo su debut profesional con el equipo Dallas Stars, donde lleva jugando cinco temporadas.